# Chapelle Notre-Dame du Danouët
La Chapelle Notre-Dame du Danouët est un édifice situé dans la commune de Bourbriac, dans le département des Côtes-d'Armor  en Bretagne.
Il s'agit d'un édifice rectangulaire avec une chapelle latérale au nord du chœur. Le fenestrage date du XIVe siècle. Une fenêtre, avec ses meneaux décorés de fleur de lys, date du début du XVIe siècle, tout comme la porte sud qui possède des pinacles à fleurons et une accolade surmontée d'une croix.
Le Pardon a lieu le 15 août à 10 h 30, en breton.
La chapelle (propriété de la commune) fait l’objet d’une inscription au titre des monuments historiques depuis le 7 août 1964.

## Festival
Le festival Plinn (br) de dañs plinn y a lieu en proximité tous les ans chaque semaine de la mi-août.